# Sinais de Fogo (canção de Preta Gil)
"Sinais de Fogo" é uma canção da cantora brasileira Preta Gil, lançada em agosto de 2003 como o primeiro single do seu álbum de estreia, Prêt-à-Porter. Escrita por Ana Carolina e  Antonio Villeroy, a faixa se destacou por sua sonoridade pop romântica e tornou-se uma das mais populares da artista.

## Histórico
Composta por Ana Carolina e  Antonio Villeroy, "Sinais de Fogo" foi lançada em 2003 como o primeiro single do álbum de estreia de Preta Gil, Prêt-à-Porter. Liricamente, fala sobre o desejo e a persistência no amor mesmo estando distante da pessoa amada, como no trecho: "Quando eu te vi, que te conheci/ Não quis acreditar na solidão/ E nem demais em nós dois/ Pra não encanar". O videoclipe oficial foi dirigido por Fernando Young e traz Gil em um cenário intimista, com iluminação quente e clima melancólico. A produção buscou refletir a vulnerabilidade da artista diante do fim de um romance. O clipe teve boa recepção crítica e ultrapassou 5 milhões de visualizações no YouTube.
Apesar de não ter figurado entre os primeiros lugares nas paradas nacionais na época do lançamento, a música teve ampla execução nas rádios de MPB e pop romântico, além de forte presença digital. Após a morte de Gil, a faixa voltou ao topo das buscas em plataformas como Spotify e YouTube.
A música, tornou-se um marco simbólico para a comunidade LGBTQIAP+ brasileira. Não representando apenas o poder do desejo e da expressão livre do amor, mas também a resistência contra o preconceito.  Gil, assumidamente bissexual e pansexual, se consolidou como uma aliada incansável da causa LGBTQIA+ ao longo de sua trajetória artística e pessoal. 
"Rio de Janeiro: eu nasci nessa cidade no dia 8 de agosto de 1974, filha de dois baianos — dona Sandra e seu Gilberto. Mil portas vocês abriram para mim, mil portas se abriram para mim. Vocês são a minha vida. Eu luto por vocês, eu torço por vocês, eu choro por vocês. E a gente vai estar junto até o fim. Vamos aproveitar esse momento e vamos dar o nosso recado: vamos dizer não à homofobia!"— Preta Gil Fala durante show no Citibank Hall, antes de começar a música, para a turnê Baile da Preta, na cidade do Rio de Janeiro, RJ, em 23 de outubro de 2013. 

## Legado
Ao longo dos anos, "Sinais de Fogo" consolidou-se como a canção mais conhecida da carreira de Preta Gil. Tornou-se um hino pessoal da artista, frequentemente utilizado para encerrar seus shows e simbolizar sua conexão com o público. Em julho de 2025, após o falecimento da cantora, a canção foi entoada por fãs e artistas durante o velório realizado no Theatro Municipal do Rio de Janeiro. Em festivais como o Fortal e o Festival Negritudes, nomes como Ivete Sangalo, Alinne Rosa e Luana Assiz interpretaram a faixa em homenagem à cantora.

## Créditos

### Música
Créditos da música adaptados do Tidal.
- Intérprete e vocais: Preta Gil
- Composição: Ana Carolina, Antonio Villeroy
- Produção: Antoine Midani

### Videoclipe
- Direção do videoclipe: Fernando Young